# Darkfall: Unholy Wars
Darkfall Unholy Wars este un joc online, multiplayer, foarte popular, creat de Aventurin SA.  A fost anunțat pe 18 septembrie și este următorul capitol din seria Darkfall.  Este un MMORPG (abreviere pentru Massively multiplayer online role-playing game), adică joc video de rol online amplu multi-jucător. Jucătorii pot  forma clanuri și luptă pentru dominație în întreaga lume a fanteziei fără sudură, numită Agon.
Data de lansare inițială a jocului era 20 noiembrie 2012, dar a fost amânată.
La 28 noiembrie 2012, Darkfall Unholy Wars a fost prezentat la Steam Greenlight, iar două zile mai târziu, jocul a fost  aprobat.
La 11 decembrie, Aventurin a anunțat o alta întârziere de lansare din cauza unui amestec de factori interni și externi . În loc de lansarea cu plată, compania a decis să ofere acces beta pentru toți clienții interesați, care vor pre-comanda jocul.
Pe 3 aprilie, a fost anunțat că Darkfall Unholy Wars va fi lansat pe 16 aprilie 2013.

## Interfața Grafică Pentru Utilizator(G.U.I)
Interfața grafică pentru Darkfall Unholy Wars a fost concepută pentru a face experiența de joc mai rapidă și mai distractivă. Principalul concept s-a bazat în mare parte pe ”first-person shooter” și jocuri de acțiune, astfel încât jucătorii vor experimenta o bătălie precisă și mediul de luptă mai aproape de realitate. Cu toate acestea, s-au păstrat multe caracteristici de joc din originalul Darkfall.

## Sistemul de progresie a eroilor
Sistemul de progresie e eroilor din Darkfall Unholy Wars este bazat pe pricepere. Aceasta poate fi obținută din orice interacțiune semnificativă cu jocul.  De la recoltare și crafting, la uciderea monștrilor și activități PvP(engleză ,player vs player), tot ceea ce faci va fi recompensat cu puncte PROWESS.  Suma de puncte pe care o vei obține va depinde de dificultatea sau raritatea realizarilor tale. Astfel, priceperea jucătorilor  este reprezentarea acumulării de experiență, victoriilor și realizărilor lor din întreaga lum Agon. Punctele pot fi folosit ca o formă de tranzacție pentru a dobândi o multitudine de aptitudini și stimulente în cadrul jocului.  Cheltuind punctele priceperii este singura modalitate de a vă îmbunătăți trăsăturile, luptele și abilitățile de recoltare.

## Roluri și competențe
Noul sistem de roluri introdus în Darkfall Unholy Wars cere jucătorului de a alege un rol, împreună cu 2 școli din acel rol specific. Una dintre școli este stabilită de către jucător  ca fiind cea primară, iar cealaltă ca secundară, fiecare școală conține 4 abilități / vrăji. Diferența dintre cele două școli este faptul ca puteți folosi cea mai puternică vrajă (engleză, the ultimate)doar din prima școală. Vrăjile disponibile în școala secundară au maxim potențial, dar necesită mai multă mana si rezistență, și au durata de încărcare mai mare, comparativ cu cea primară..

### The Warrior
Rolul Warrior este reprezentat de Școala Baresark. Potrivit blog-ul companiei, acestora le place lupta de aproape și sunt specializați în lupta cu mai multi dușmani și abilitățile lor afecteaza pe oricine de lângă ei sau le traversează calea. Aventurine a publicat un video  pe canalul oficial Darkfall Unholy Wars pentru a prezenta această școală specifică, iar abilitățile sale sunt următoarele:
- Maelstrom: Un atac pe bază de arme care creează daune pentru oricine în jurul lui Baresark.
- Stomp: Un atac care va trimite toată lumea departe de Baresark.
- Stampede: Stampede creste semnificativ viteza de sprint pentru o perioadă scurtă de timp, în timp ce deterioreaza și inlatură orice obiectiv care traversează calea lui.
- Roar: O zonă de debuff-efect, care reduce atributele de bază ale oricui în interiorul teritoriului său.
- Pulverize: (Care preface in pulbere, Ultimate) este  cea mai bună armă a lui Baresark, cu care  se luptă cu mai mulți adversari într-un spațiu strâmt. Pulverize face rău celor din jur, îi înlatură și orbește pe aceștia pentru o perioadă scurtă de timp.

Pe langă Baresark, Aventurin SA, a prezentat școala Battle Brand. Battle-brand este un rol strategic, el este războinicul defensivei finale, conceput pentru a menține lupta pentru cât mai mult posibil. În detaliu, abilitățile de luptă Brand sunt următoarele:
- Foebringer: este o abilitate care atrage pe toată lumea în jurul Battle-brand, mai aproape de el. Folosind Foebringer, Battle-brand poate îndruma greșit adversarii săi, furnizând lovituri critice ,dându-le, în același timp colegilor sai razboinici o șansă de a se regrupa și reveni la luptă.
- Bandage: este o abilitate de auto-vindecare, care iți dă un impuls de sănătate considerabilă, permițându-i o a doua șansă la luptă.
- Stinging Riposte: este o vraja proprie, care returnează un procent de daune inamicului. Această abilitate poate descuraja adversarii și atacurile lor.
- Spellbane: este o alta vrajă proprie , care crește rezistența la magie pentru Battle-brand, permițându-i să faca față utilizatorilor de magie mai eficient. Acest lucru este menit jucătorilor care preferă tacticile războinicului (Warrior), pentru a îi face mai viabili împotriva atacurilor magice.
- Stoic Defense (Ultimate): este abilitatea cea mai puternică a acestei școli. În timp ce se utilizează, Battle-Brand devine imun la toate loviturile primite pentru o perioadă scurtă de timp, în timp ce consuma atât mana, cât și rezistență.O bună sincronizare a utilizarii aceastei abilități poate duce la capturarea adversarilor, acest lucru ar putea face diferența în orice confruntare.

### The Skirmisher
Prima clasă pentru The Skirmisher este Deadeye School. Potrivit blog-ului companiei, un Deadeye este extrem de priceput cu arcul și poate să-l folosească pentru a distruge obiective individuale sau grupuri mici. Din nou, Aventurin a publicat un video pe canalul oficial Darkfall Unholy Wars pentru a prezenta această școală specifică. Competențele sale sunt următoarele:
- Puncture: Un atac magic cu săgeată care pătrunde prin dușmani și afectează toată lumea în calea ei.
- Exploit Weakness: Un atac debuffing ce reduce foarte mult protecția pentru săgeți a țintei
- Explosive Arrow: Un atac săgeată exploziv, care va deteriora pe toți cei din jurul zonei de impact.
- Trueshot: O lovitură de săgeată foarte puternică, care oferă  viteză, acuratețe și lovituri puternice. O săgeată Trueshot se va deplasa într-o linie complet dreaptă, fără arc.
- Salvo (Ultimate): Un baraj de săgeți cad din cer spre punctul Salvo de impact. Toată lumea afectată de Salvo va avea de suferit deteriorări grave și va fi în imposibilitatea de a se mișca pentru o perioadă scurtă.

A doua școală a rolului Skirmisher, care a fost prezentat de către Aventurin SA pe blog-ul companiei, este Brawler. Avantajul competitiv a lui Brawler este manevrabilitatea si rezistența lui. Ei se deplasează rapid și în afara luptei, evită atacuri și pot să profite de mediul lor mai bine decât orice alt rol. Abilitățile lui sunt următoarele:
- Efficiency: Această abilitate reduce consumul de rezistență a altor aptitudini. Deoarece această școală este puternic dependentă de stamina(rezistență), îndemânarea este esențială, astfel încât Brawlerul sa poată continua.
- Dash: Aceasta oferă un bonus la viteza de sprint și permite Brawlerului să scape într-o grabă, sau  sa  înainteze pentru a ucide.
- Leap: Leap este o abilitate dublu-salt, astfel încât Brawler poate ajunge in anumite zone de atac sau sări peste obstacole. Saltul poate fi utilizat în combinație cu Dash, pentru a acoperi distanțe mai mari.
- Evade: permite Brawlerului să sară și să se rotească în direcția in care se deplasează, atât pentru a eschiva atacurile primite,dar și pentru a ține distanță între el și adversarii lor, sau aproape de țintă.
- Heightened Reflexes(Ultimate): este abilitatea cea mai puternică. Când este activă, Brawler caștigă un bonus de viteză sprint, precum și o viteză bonus de atac corp la corp.

### The Elementalist
De la rolul Elementalist, a fost prezentată Școala de Foc . Focul Magic, specializat în a face mari daune de la rază lungă, are urmatoarele abilități:
- Attunement to Fire: Vraja proprie, care creste protecția împotriva incendiilor, în timp ce aceasta este activă, playerul devenind imun lavei.
- Fireball: Un atac de la distanță, care dă foc dușmanul tău , împreună cu cei din imediata apropiere.
- Dragonbreath: O gură de foc, care va afecta pe toți în fața ta.
- Magma Bomb: O minge uriașă de foc, din magmă, atât de mare încât este afectată de gravitație. Ea are o distanță foarte lungă, și o zonă mare de efect.
- Heat Stroke (Ultimate): Un proiectil cu rază lungă, care se va scurge rezistența celui care se află sub efect, în momentul imapctului.

A doua școală a rolului Elementalist este Școala de aer. Air Elementalists sunt maeștri de vânt și fulgere.  Prin evocarea de tunete și vânturi puternice ei sunt capabili de a păstra atacatorii în afara razei de atac. Numai acest lucru îi face cu adevărat formidabili in bătălie și o forță cu care să te compari. Abilitățile lor sunt următoarele:
- Attunement to Air: Acest buff crește protecția dumneavoastră pentru trăsnet și oricine te va ataca va primi înapoi un procent mare din lovituri.
- Thunderbolt: Este o vrajă cu ardere rapidă, rază scurtă pentru a face pagube și arunca un inamic departe!
- Lightning Bolt: Un fulger mistuitor, care va pătrunde prin toată lumea în linia orizontului! Cei loviti vor fi, de asemenea, orbiți temporar.
- Tornado: Tu ești ochiul furtunii.  Loviturile vântului va ataca dușmanii din jur și ii va  arunca precum frunzele uscate.
- Static Field (Ultimate): Canalizeaza puterea fulgerului prin fiecare por al ființei tale.

### The Primalist
Primalist este un nou rol adăugat la Darkfall Unholy Wars. Mai mult decât doar un rol de sprijin, el este vindecătorul și protector al grupului său și poate ajuta soarta bătășiei cu intervențiile sale. Mai jos veți găsi o prezentare a vieții Primalist și Școala de Drept, cu descrierile vrăjilor. Școala Vieții se va concentra asupra vindecarea altora. Life School vrăji:
- Exalted Sacrifice: Dați sănătatea dumneavoastră pentru a vindeca pe altul. Veți pierde 70% din sănătatea pentru care aliatul tau este vindecat.
- Consecrate: Apăsați în esența însăși a vieții și consacră terenul pe care stai. Toată lumea din raza ta va avea sănătatea și vitalitatea restaurate de-a lungul timpului.
- Resuscitation:  Salvează rapid un aliat de la un pas de moarte!
- Healing Blast: O explozie puternică de reînoire a vieții țintei tale. Această rachetă de energie și vindecare este afectată de gravitație.
- Spirit Bond (Ultimate): Realizează o legatură dătătoare de viață între tine și un aliat. În timp ce se menține acest link, aliatul va reobține sănătatea pe care o pierde direct din mana ta. Puteți menține acest link pe termen nelimitat.

School of Law va permite lovirea dușmanilor, vindecarea de sine, precum și capacități de apărare.
Law School :
- Virtuous Wrath: Cu viteza dreaptă a justiției vraja asta are un impact mic și o rază mare de atac!
- Invigoration:  Permite forțelor de lege dreaptă  sa vindece rana ta si corpului tău sa se recupereze rapid.
- Bastion: Zelul credinței voastre creează o aură palpabilă de protecție împotriva forțelor de rău pentru tine.
- Primal Surge: O rază de energie întărește ținta . Sanatatea, rezistența, și consumul  de mana sunt crescute pentru durata acesteia.
- Wall Of Righteous Force (Ultimate): Credința ta devine un obstacol palpabil. Aliații dvs. pot vedea inamicii prin barieră, dar sub formă de ceață, mișcare confuză și proiectile lor, atât magice și lumești.

## Rase

### Mercians
"Venind de pe un continent  de mult scufundat sub ape, oamenii din Mercia sunt singura rasă care nu este nativă teritoriului Agon. La sosirea pe aceste țărmuri, cu multe secole în urmă, Mercienii au stabilit unul dintre cele mai bogate și mai prolifice imperii de pe Agon. Adaptabilitatea lor la orice situație și abordarea de viata cu pasiune le-a acumulat un puternic și prosper imperiu-națiune,  pe malurile râului Eanna printre ruinele civilizatiei antice Chal Dea ."

### Tovarr
"Descendenți ai piticilordin vechime, Tovarr sunt un popor viteaz și stoic care trăiesc în munții din Cor Ymirhal. Onorând marele sacrificiu al națiunii Dwarven în timpul războaielor Unholy, ei întruchipează dragostea urmașilor lor pentru toate lucrurile techno-magice precum și un sentiment puternic de onoare. În același timp, Tovarr împărtășesc trasaturile umane de versatilitate și creativitate atrase de generații de căsătorii între piticii supraviețuitori și binefăcătorii Mercian. "

### Mahirim
"Cel mai tanar popr dintre rasele ce se alătura civilizației, Mahirim sunt feroce și mândri să mențină locurile lor de vânătoare în Tribelands de vest. Originile lor provin de la o rasă de sclavi crescută pentru divertisment în sălbaticia imperiului Vargashi, Mahirim apără patria lor in curs de dezvoltare cu o mândrie puternică. Capitalul lor, Amurran este numit în onoarea primului lor profet  vânator, care le-a adus din pădure și le-a arătat căile civilizației. "

### Mirdain
"Elfii națiunii Mirdain sunt printre cele mai vechi rase ce au supravietuit pe Agon. Având în vedere că zilele lor de libertate sub stăpânii binevoitori, Nithron , au dispărut în mod misterios în urmă cu mulți ani, Mirdain au stabilit națiunea lor printre vastele păduri de Mirendil. De acolo își are rădăcinile Tronul Emerald, o vastă rețea de spioni și informatori, ce se întinde pe toate părțile Agon-ului. Ca toți elfii, Mirdain se mișca cu grație și noblețe arogantă ,care îi diferențiază de celelalte rase tinere."

### Ork
"Puternicul Ork întruchipează trăsăturile vulcanilor sub care au trăit de când triburile lor aflate în conflict au fost unite , cu multe secole în urmă. Vene înflacărate, amplasate într-un munte de piatră, acesta este modul în care Ork se vedeau.  În timpul războaielor Unholy, atunci când purtau curse unii cu alții, numai hotărârea de oțel și pumnul verde al națiunii Ork au fost capabile să-i unească împotriva amenințării Zeiței și Demonului. "

### Alfari
"Mintea și organismele Alfari au fost de mult timp în urmă rasucite prin nebunul lor zeu-rege Melek. Responsabili pentru astfel de acte ca genocidul imperiului Chal'dean, Alfari erau o rasă mult batjocorită. Cu toate acestea, acum, ca urmare a morții Dumnezeului lor în mâinile Zeiței, Alfari se aflau sub nici o îndrumare și nici o influență.  Dacă nu era hotărârea de oțel al Orkilor, ar fi fost sacrificați de Mirdain răzbunătorii. Acum, ei caută o cale de a se potrivi într-o lume lipsită de călăuzirea divină. "

## Clanuri
Rolul de bază al clanurilor în "Darkfall: Unholy Wars" rămâne așa cum a fost în "Darkfall Online". Cu toate acestea, pentru a oferi clanurilor mai multă libertate în alegerea propriei lor structuri interne, vechiul sistem de rang care determină accesul unui membru a fost eliminat și înlocuit cu un nou sistem bazat pe permisiuni. Permisiunile pentru a accesa caracteristicile unui clan sunt atribuite membrilor individual, fiind posibilă atribuirea de roluri extrem de specializate, pentru membri specifici, fără a se "moșteni" accesul nedorit. Permisiunile în noul sistem au fost grupate pe categorii ("Clan-Vault", "Holdings", etc) și fiecare categorie are un "management" asociat ei, membrii clanului având capacitatea de a atribui (sau elimina) permisiuni în cadrul categoriei lor. Acest nivel suplimentar a sistemului de permisiuni, credem noi, va permite clanurilor să distribuie sarcinile și responsabilitățile de gestionare între membri și să le permită să creeze o structură de management ierarhic, în cazul în care doresc acest lucru.

## Unholy Banhammer
Jucătorii care nu respectă regulile de bune maniere ale jocului își vor găsi numele pe peretele rușinii, aici: " peretele rușinii "  Arhivat în 2 septembrie 2018, la Wayback Machine.